# Файн, Энн
Энн Файн (англ. Anne Fine; 7 декабря 1947, Лестер, Англия) — британская писательница, автор книг для детей и юношества. Член Королевского литературного общества (2003). Лауреат британской литературной премии British Book Awards и обладатель престижной премии Guardian Award. Двукратный обладатель Медали Карнеги (1989, 1992). Офицер ордена Британской империи (2003).

## Биография
Энн Файн окончила Университет Уорика со специализацией в политтехнологиях. Энн Файн была женой философа и профессора математики Нью-Йоркского университета Кита Файна (англ. Kit Fine).
После окончания университета преподавала в школе для девочек. Затем вместе с мужем перебралась в Оксфорд, где работала в офисе организации Oxfam International. Вместе с мужем Энн жила и в США, и в Канаде. У Энн и Кита Файнов родилось две дочери: Айони Файн (род. 1971) и Корделия Файн (род. 1975). Но в 1981 году их брак распался, Энн вернулась в Великобританию, некоторое время жила и работала в Эдинбурге, а несколькими годами позже перебралась в собственный дом в графстве Дарем на северо-востоке Англии, где живёт и по сей день вместе со своим гражданским мужем.
Выступая на круглом столе «Захватывающие книги, уязвимые дети» Эдинбургского книжного фестиваля Энн Файн заявила, что «новейшая литература для юных страдает избыточным реализмом и безнадёжностью» и призвала «собратьев по перу задуматься над тем, что получают читатели от современных детских книг»
На русский язык переведены книги Энн Файн «Дневник кота-убийцы»/The Diary of a Killer Cat (1994) и
«Возвращение кота-убийцы»/The Return of the Killer Cat (2003), которые вышли в издательстве «Самокат» (серия «Витамин роста») в 2011 году. В том же издательстве в серии «Лучшая новая книжка» в 2011 году была впервые опубликована на русском языке повесть Файн «Пучеглазый» (Goggle-Eyes).
Российскому зрителю она также знакома фильмом Миссис Даутфайр, который был снят по её книге.

## Произведения
- The Stone Menagerie (1980) ISBN 0-7497-4603-3
- Список прегрешений (англ. Round Behind the Ice-house, 1981) ISBN 0-14-037363-2
- The Granny Project (1983) ISBN 0-7497-4832-X
- Миссис Даутфайр (англ. Madame Doubtfire, 1987) ISBN 0-14-037355-1
- Пучеглазый (англ. Goggle-Eyes, 1989) ISBN 0-14-034071-8
- The Book of the Banshee (1991) ISBN 0-14-034704-6
- Мучные младенцы (англ. Flour Babies, 1992) ISBN 0-14-036147-2
- Дневник кота-убийцы (англ. The Diary of a Killer Cat, 1994) ISBN 0-14-036931-7
- Step by Wicked Step (1995) ISBN 0-14-036647-4
- The Tulip Touch (1996) ISBN 0-14-037808-1
- Very Different (2001) ISBN 0-7497-4370-0 (short story collection)
- Up on Cloud Nine (2002) ISBN 0-385-60372-X
- Anne Fine: A Shame to Miss 3 (2002) ISBN 0-552-54869-3 — поэтический сборник
- Возвращение кота-убийцы (англ. The Return of the Killer Cat, 2003) ISBN 0-14-131719-1
- On the Summerhouse Steps (2006) ISBN 0-552-55269-0
- The Road of Bones (2006) ISBN 0-385-61063-7
- Иван Грозный (англ. Ivan the Terrible, 2007)
- Fly In The Ointment (2008) ISBN 978-0-552-77467-3

## Экранизации
- Миссис Даутфайр